# 酒井忠孝
酒井 忠孝（さかい ただもと、明治23年（1890年）1月10日 - 昭和31年（1956年）10月3日）は、出羽庄内藩11代藩主・酒井忠篤の3男。松ヶ岡開墾場2代総長。酒田米穀取引所理事長。山居賃貸倉庫㈱社長。（財）北斗会会長。鶴岡市農業会長。鶴岡市農協組合長。

## 人物
庄内藩主11代酒井忠篤の3男として鶴岡市家中新町に生れ、酒井家内の学問所文会堂で学び、旧制中学の課程を家庭教師について終了した。明治44年（1911年）22歳のとき、松平親懐の後を受けて松ヶ岡開墾場2代総長となり、その後、酒田米穀取引所理事長。山居賃貸倉庫㈱社長。（財）北斗会会長。鶴岡市農業会長。鶴岡市農協組合長など数多くの役職を歴任した。66歳で死去。

## 年譜
- 1890年1月10日、出羽庄内藩11代藩主・酒井忠篤の3男として鶴岡家中新町に生れる。
- 1911年、松ヶ岡開墾場2代総長に就任。
- 1922年、酒田米穀取引所理事長に就任。
- 1927年、山居賃貸倉庫㈱社長に就任。
- 1939年、(財)北斗会会長に就任。
- 1948年、鶴岡市農協組合長に就任。
- 1956年10月3日、死去する。享年66。